# Museum Fragonard

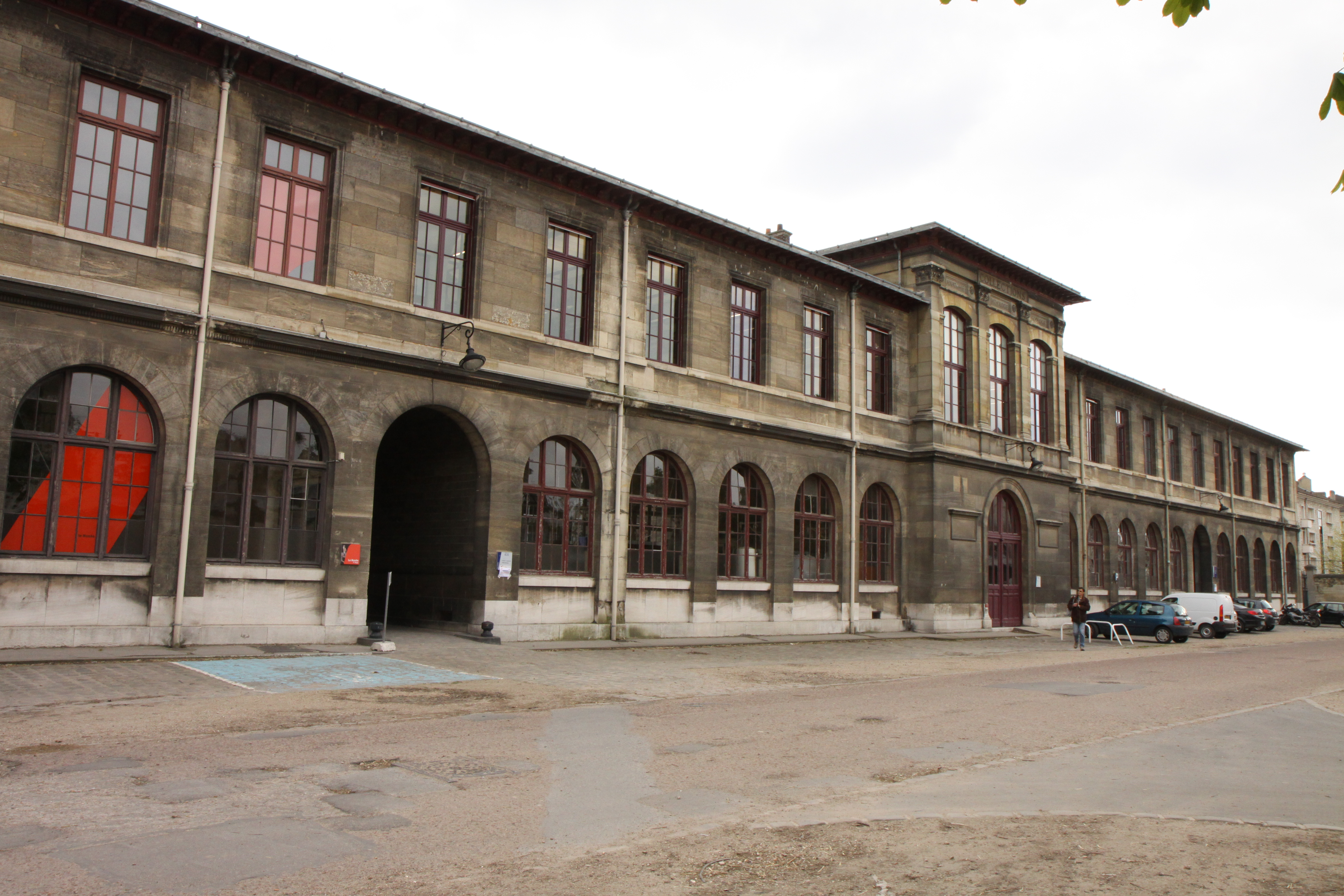
Museum Fragonard

Het Museum Fragonard (Frans: Musée Fragonard d'Alfort of simpelweg Musée Fragonard)  is een museum in Maisons-Alfort, een voorstad van Parijs. Het museum maakt deel uit van de École nationale vétérinaire d'Alfort en is gespecialiseerd in het tentoonstellen van écorchés en andere anatomische kunstwerken, met name die van Honoré Fragonard; de eerste professor anatomie aan de school. De meeste werken uit het museum dateren uit de 19e en 20e eeuw. 
Naast dierenskeletten en ontledingen van normale dieren, worden ook spelingen der natuur tentoongesteld zoals een Siamese tweeling van lammetjes, een kalf met twee hoofden, en een schaap met 10 poten. 
Het museum is sinds 1991 open voor publiek en telt 3 kamers. 